# Ischnotoma
Ischnotoma är ett släkte av tvåvingar. Ischnotoma ingår i familjen storharkrankar.

## Dottertaxa tillIschnotoma, i alfabetisk ordning[1]
- Ischnotoma antinympha
- Ischnotoma calliope
- Ischnotoma concinna
- Ischnotoma decorata
- Ischnotoma delpontei
- Ischnotoma eburnea
- Ischnotoma episema
- Ischnotoma euterpe
- Ischnotoma fagetorum
- Ischnotoma fastidiosa
- Ischnotoma flavipennis
- Ischnotoma frauenfeldi
- Ischnotoma fuscobasalis
- Ischnotoma fuscostigmosa
- Ischnotoma goldfinchi
- Ischnotoma helios
- Ischnotoma homochroa
- Ischnotoma immaculipennis
- Ischnotoma jujuyensis
- Ischnotoma larotypa
- Ischnotoma maya
- Ischnotoma nitra
- Ischnotoma nudicornis
- Ischnotoma ocellata
- Ischnotoma paprzyckii
- Ischnotoma par
- Ischnotoma pectinella
- Ischnotoma penai
- Ischnotoma penata
- Ischnotoma peracuta
- Ischnotoma phaeton
- Ischnotoma porteri
- Ischnotoma postnotalis
- Ischnotoma prionoceroides
- Ischnotoma problematica
- Ischnotoma rubriventris
- Ischnotoma rubroabdominalis
- Ischnotoma rufistigmosa
- Ischnotoma rufiventris
- Ischnotoma schineriana
- Ischnotoma scutellumnigrum
- Ischnotoma shannoniana
- Ischnotoma silvai
- Ischnotoma skuseana
- Ischnotoma tarwinensis
- Ischnotoma terminata
- Ischnotoma vittigera
- Ischnotoma zikani